# Chalcosyrphus tuberculifemur
Chalcosyrphus tuberculifemur är en tvåvingeart som först beskrevs av Stackelberg 1963.  Chalcosyrphus tuberculifemur ingår i släktet mulmblomflugor, och familjen blomflugor. Inga underarter finns listade i Catalogue of Life.